# REVICE Legacy 假面騎士VAIL
《REVICE Legacy 假面騎士VAIL》（日语：リバイスレガシー　仮面ライダーベイル）是特摄片《假面騎士REVICE》的外傳作品。口號為「惡魔與女神的相遇之時，命運開始改變」

## 本作特色
- 本作為《假面騎士REVICE》TV本篇的前傳[注 1]，同時與過往的外傳作品發佈時間間隔不同，本作以隔週發佈一話。
- 本作邀請到《刀劍亂舞》舞台劇中的人氣演員和田雅成飾演本作男主角 - 25年前的五十嵐元太，也就是白波純平。
- 本作同時邀請到曾在《超級戰隊系列》作《宇宙戰隊九連者》中飾演哈米 / 蝘蜓綠的演員大久保櫻子飾演本作女主角 - 25年前的五十嵐幸實。
- 本作繼《假面騎士》後再次出現主角為懷有惡意企圖的組織[注 2]所創造出來的假面騎士，之後從該組織脫逃，並與該組織為敵的劇情。
- 本作繼《假面騎士W RETURNS 假面騎士Eternal》及《假面騎士Snipe Episode ZERO》後，為第三部TV本篇的前傳衍生作品。

## 故事概要
至今25年前——五十嵐三兄妹還沒誕生時的故事。
科學研究組織·諾亞，將一名因重傷而瀕臨死亡的男子運送至實驗室。
這名男子——白波純平因狩野真澄將基夫的細胞移殖至心臟，而存活下來。
因此被強制成為最強的惡魔獵人，並持有VAIL驅動器。
被赤色惡魔殺害雙親的純平，成為滿懷復仇心的假面騎士VAIL，並與惡魔持續戰鬥著——。

## 本作故事背景和用語
諾亞
原文： / NOAH
全稱「Nest of Anti-Human」，為最早研究基夫棺材和其印章的科學研究組織，也是政府特務機關菲尼克斯的前身，于基夫棺材和印章被發現的同一年（1971年）在日本政府的資助下成立，打著「守護世界和平」的口號，企圖將基夫印章的力量軍事化，並進行了無數次的研究。
30年前（1991 - 1992年間），在研究所所長東山的指示下，將「人體內潛藏的強大生物種的遺傳基因記憶」活性化，再利用基夫印章的孕育惡魔能力，著手啓動罪惡印章的開發計劃。
25年前（1996年），最早期的實驗者白波純平被移植了基夫的細胞而得以重生，作為假面騎士VAIL的身份苟延殘喘地活躍著，但在同年6月，狩崎真澄為了封印惡魔韋爾導致研究所陷入火災，而純平則經由他人協助下，趁機逃脫後，組織開始陷入崩壞、腐敗。
25年下來，其中一部份以赤石英雄爲首的成員甚至轉頭成立現在的惡魔崇拜組織「死亡之徒」和現在的特務機關「菲尼克斯」；而剩下的以詐死的狩崎真澄為首的成員則成立了現在的反政府組織「WEEKEND」。
元之限界頻道
原文： / Gen no Genkai Channel
五十嵐元太開設的網絡頻道。

## 登場人物
白波純平 / 五十嵐元太（しらなみ・じゅんぺい / いがらし・げんた）（和田雅成（25年前）、戶次重幸（現在）飾）
假面騎士VAIL的變身者。實驗體編號No.071。
因不明原因而瀕臨死亡，後被狩崎真澄移植了基夫細胞而重生，期間雙親更被所催生出來的赤色惡魔殺害而死，因此日後作為科學研究組織諾亞所栽培出來的「惡魔獵人」。
第2話在一次惡魔襲擊事件結束後，被幸實帶到幸福澡堂歇息，還被其取名為「元太」，但之後連同幸實一起被諾亞逮捕、扣押，還被東山落下狠話「這裡才是你的居住所」。
第3話身體與基夫細胞產生排斥反應，檢查時在韋爾的協助下抑止反應並造成騷動，並在武裝部隊隊長的協助下與幸實開始逃亡。
第5話在幸實的勸說下抑止破壞衝動，韋爾再次現身後試圖將其消滅，成功擊敗後自身也開始消失，在狩崎真澄的協助下才免於一死，事件後在伊良部正造的協助下進行整容，甦醒後失去記憶。
韋爾（津田健次郎聲）
白波純平 / 五十嵐元太體內寄宿的惡魔，為殺害純平的雙親，造成其走上復仇之路的兇手。
第4話引導純平去消滅追來的惡魔，並釋放出自己來殺害諾亞的追兵，後說出殺害純平父母的真相讓其憎恨諾亞，藉此來操控純平的身體去破壞諾亞。
第5話與純平對決被其擊敗，臨死前被狩崎真澄使用DEMONS驅動器封印在該驅動器內。
五十嵐幸實（いがらし・ゆきみ）（大久保櫻子（25年前）、映美綺羅（現在）飾）
在一次惡魔襲擊事件後遇見與惡魔戰鬥的白波純平的少女。
第2話連同純平一起被諾亞逮捕、扣押，間接萌生了要守護純平的想法。
狩崎真澄（かりざき・ますみ）（高橋健介飾）
諾亞的科學家，罪惡印章和VAIL驅動器和DEMONS驅動器正是出自其之手。
雖然天資聰穎，但卻委身於實驗手法不人道的科學研究組織諾亞之上，先前也進行了許多次不人道的改造實驗，而不斷製造出被東山堪稱「失敗品」的惡魔。
之後在所長東山的指示下，將基夫細胞植入瀕臨死亡的白波純平的心臟上，並親眼目睹韋爾初誕生就殺害純平雙親的慘不忍睹一幕，從那之後開始就漸漸對諾亞產生了否定的想法。
第5話為了協助純平使用DEMONS驅動器將瀕死的韋爾封印，但產生的負荷過於龐大，造成全身燃燒，並且毀滅諾亞的研究所。
赤石英雄（あかいし・ひでお）（橋本潤飾）
原諾亞管理部門的負責人，在諾亞研究所被毀滅後回到現場拿走封印著韋爾的DEMONS驅動器。

### 本作登場人物
伊良部正造（いらぶ・しょうぞう）（鳥越裕貴（25年前）、西郷豊（現在）飾）
諾亞的武装部隊隊長，主要負責看守純平的一切舉止。
雖身為武裝部隊隊長，但每當要執行不人道的逮捕行動時，必定會對產生懷疑。
實際上為反抗軍的成員，為了阻止非人道實驗而潛入諾亞，並于第3話等待時機將作爲實驗體的純平和無辜人類幸實救走。
東山（あがりやま）（村田充飾）
諾亞的研究所所長，將身為實驗者的白波純平看得特別重，也為達到自身目的而不擇手段，甚至到毫無人性、草菅人命的地步。
第3 - 4話得知為了操控純平釋放韋爾將純平的家人殺害。
第5話試圖消滅純平但被韋爾殺害。

## 本作登場假面騎士

### 假面騎士VAIL
變身者：白波純平 / 五十嵐元太+韋爾（替身演員：小森拓真、CV：和田雅成 / 津田健次郎）
原文： / Kamen Rider VAIL
名稱由來：英文字Bale的同音，即「災厄」和「不幸」之意，意指變身者的過往遭遇，同時也代表惡魔韋爾。

#### 形態
| 形態名稱                   | 簡介 | 外觀                         | 能力 | 必殺技                                                                                                  |
| Kabuto Genome 獨角仙基因組 | 原文： VAIL DRIVER 搭配 Kabuto Vistamp 變身的形態，為假面騎士VAIL的基礎型態。 TV本篇第25話初登場。 身高：202.0cm 體重：96.2kg 拳擊力：72.1t 踢擊力：141.5t 跳躍力：63.4m 行動速度：100m / 1.0秒。 | 全身以銀、黑、棕、黃色為主。 | 頭部配備衛星通信設備和索敵範圍100km的雷達，複眼能瞬間分析敵人武裝來預測並顯示有效射程等，並擁有夜視功能，嘴部配備有128層特殊過濾器的呼吸器能阻絕有害物質，抽取海水中的氧氣和淡水。 肩部特殊武裝「Dynasty module （ダイナスティニーモジュール）」為獨角仙基因情報的固有能力武裝化的裝備，擁有強化全身裝甲的能力，賦予其能承受戰略武器規模的直擊，並且能在武裝尾端展開能量立場，作為銳利的刀刃來使用。 強化套裝具有極高的耐火性和能在深海作戰的耐壓防水能力，透過包覆在全身的人工筋肉「Archigeno Muscle（アーキゲノマッスル）」提供能量，給予變身者超越人類的身體能力，但會伴隨著對變身者的骨骼造成巨大傷害。 胸部裝甲擁有透過與變身者的心臟直接連結，控制強力惡魔，與其共鬥的特殊機構。 | Vailing Impact 原文： 該形態所屬的必殺技（騎士拳）。 Vailing Nova 原文： 該形態所屬的必殺技（騎士踢）。 |

## 本作登場怪人
不完整的惡魔
原文： / Imperfect Demons
身高：不明
體重：不明
特色 / 能力：格鬥攻擊
25年前，由狩崎真澄進行罪惡印章和VAIL驅動器的開發、實用化實驗後產生的存在，都是被「諾亞」作為實驗對象俘虜的年輕人們變化的姿態。
被東山堪稱為「失敗品」，而這惡魔也是白波純平每次都會去消滅的對象。

## 本作登場道具

### 變身道具
- VAIL驅動器

原文： / VAIL DRIVER 
CV：津田健次郎
25年前狩崎真澄所開發的道具，為假面騎士VAIL的變身腰帶，也是最初使用罪惡印章的驅動器。
能透過蓋印的方式將罪惡印章內強力生物的遺傳基因情報及驚人的能量引發出來並供應給變身者，但該系統是以惡魔「韋爾」為中樞而實現的系統，會給予變身者以輸出成比例的強烈負荷。
變身方式：按下罪惡印章上的啟動按鈕，使用印章向腰帶上方的承認裝置上蓋上後，再向正面的情報輸入裝置蓋印，就能進行變身。
印章啟動音效為：「★★！」；承認裝置上蓋印音效為：「Deal!」
使用獨角仙罪惡印章的變身音效為：「Bane up! 破壊.（Break.）世界.（Broke.）奇々怪々.（Broken.）仮面.（Rider.）VAIL!」
使用其他罪惡印章的變身音效為：「Bane up！Kamen. Rider. VAIL！Sacrifice！★★！」
按下罪惡印章上的啟動按鈕，向正面的情報輸入裝置蓋印罪惡印章後按壓腰帶兩側的按鈕發動必殺技。
必殺技待機音效為：「Charge!」；必殺技音效為：「Vailing Impact（ベイリングインパクト）！」；長壓腰帶兩側釋放韋爾狀態下，發動的必殺技音效為「Vailing Nova（ベイリングノヴァ）！」

### 罪惡印章（Vistamp）
| 英文名稱 | 日文名稱 | 中文名稱 | 對應假面騎士     | 音效 | 能力                 | 備註                                                           |
| -------- | -------- | -------- | ---------------- | --- | -------------------- | -------------------------------------------------------------- |
| Kabuto   | カブト   | 獨角仙   | 《假面騎士VAIL》 | 待機音效「Ka! Ka! Kabu! Kabuto!（カ！カ！カブ！カブト！）」 變身音效「Seigi o sakebu zo! Habatake! Kabuto! Kabuto! （正義を叫ぶぞ！羽ばたけ！カブト！カブト！）」 合體變身音效「Hissatsu! Buttobu! Reboot! Kabuto! （必殺！ぶっ飛ぶ！リブート！カブト！）」 | 變身成假面騎士VAIL。 | 存放獨角仙遺傳基因情報和假面騎士VAIL形象的特殊規格印章型道具。 |

## 樂曲

### 主題曲
「My dream」
- 演唱：映美綺羅、大久保櫻子
- 作詞：渡部紫緒
- 作曲、編曲：坂部剛

## 演員
- 白波純平 / 五十嵐元太（25年前） - 和田雅成 [5]
- 五十嵐幸實（25年前） - 大久保櫻子 [6]
- 白波純平 / 五十嵐元太（現在） - 戶次重幸
- 五十嵐幸實（現在） - 映美綺羅
- 五十嵐一輝 - 前田拳太郎
- 五十嵐大二 - 日向亘
- 五十嵐櫻 - 井本彩花
- 狩野真澄 - 高橋健介
- 伊良部正造（25年前） - 鳥越裕貴
- 東山 - 村田充
- 純平的雙親 - 福澤博文、神尾直子[注 25]
- 伊良部正造（現在） - 西鄉豐

### 聲演
- 韋爾 / VAIL驅動器 - 津田健次郎

## 製作人員
- 原作 - 石之森章太郎
- 導演 - 坂本浩一
- 劇本 - 毛利亘宏

## 外部連結
- TTFC （页面存档备份，存于）（日語）

## 相關資料